# Alan Kurdi (navire)
Pour les articles homonymes, voir Alan Kurdi (homonymie).
 (août 2019).
Si vous disposez d'ouvrages ou d'articles de référence ou si vous connaissez des sites web de qualité traitant du thème abordé ici, merci de compléter l'article en donnant les références utiles à sa vérifiabilité et en les liant à la section « Notes et références ».
Alan Kurdi, du nom de l'enfant syrien d'origine kurde qui s'est noyé, Aylan Kurdi, est un navire utilisé depuis 2018 par l'organisation humanitaire Sea-Eye - sous pavillon allemand - pour le sauvetage des migrants en mer Méditerranée. Avant il fut un navire océanographique du Land de Mecklembourg-Poméranie-Occidentale le Professor Albrecht Penck.

## Historique
Le navire a été construit en 1951 sur le chantier naval Sachsenberg-Werke. Il a été lancé le 4 juin 1951 et achevé en septembre 1951. Le navire faisait partie d’un programme de construction pour les exigences de l’Union soviétique en matière d'indemnité de guerre. Le navire resta en RDA en devenant leur premier navire de recherche.
Initialement mis en service en tant que bâtiment hydrographique sous le nom de Joh L. Krueger (d'après le mathématicien Johann Heinrich Louis Krüger), le navire appartenait au Seydrographische Dienst der DDR (SHD). Le 1er janvier 1960, l’Institut d’océanographie, où était basé le Joh L. Krueger, a été remplacé par l’Académie des sciences de la RDA. Avec ce changement, le navire a été rebaptisé "Professeur Albrecht Penck" (après le deuxième directeur de l'Institut et du Musée de l'océanographie à Berlin).
La RDA a utilisé le navire pour des voyages de recherche dans les mers du Nord et de la Baltique. En 1962, la première expédition du Spitzberg est-allemand avec le professeur Albrecht Penck fut réalisée, puis en 1964 pour la première expédition de la RDA dans l’Atlantique. 
Après la réunification allemande, le navire a été démobilisé par la dissolution de l'Académie des sciences de la RDA, qui appartenait à l'État de Mecklembourg-Poméranie-Occidentale. Depuis 1992, la Leibniz-Institut für Ostseeforschung (Institut pour la recherche sur la mer Baltique) à Warnemünde a été créée. Le navire, qui passait environ 200 jours par an en mer, était désormais principalement utilisé dans l'ouest de la mer Baltique. Il est équipé d'un treuil pour la recherche et dispose de quatre laboratoires (humide, chimique, biotechnologique et informatique).
Le 21 août 2010, le navire a été mis hors service. Le plan était de l'amener à Stralsund et de le laisser au  musée Nautineum Stralsund  pour utilisation. L'État de Mecklembourg-Poméranie-Occidentale s'est écarté de ce plan et a proposé le navire à la vente, estimant que le financement de l'utilisation du musée n'était pas sécurisé. Il a ensuite été acquis dans le cadre d'un processus d'adjudication par le groupe Krebs, qui a accepté en mars 2011 de coopérer avec l'Ozeaneum de Stralsund pour l'utilisation du navire. Par la suite, le navire devait être utilisé en hiver pour des "cours d'éducation maritime" et des "voyages de recherche pour les classes d'étudiants". Il serait aussi utilisé comme plate-forme de travail pour les équipes de maintenance des éoliennes offshore. Le groupe Krebs, qui a acheté le navire en 2011, l'a utilisé pour des travaux sur des parcs éoliens offshore et pour la surveillance de l'environnement. 

## Acquisition par l'organisation humanitaire Sea-Eye
En automne 2018, le navire a été vendu à l' organisation non gouvernementale Sea-Eye, qui l'utilise comme bateau de sauvetage pour les réfugiés et les migrants en détresse en mer Méditerranée.
Le 21 décembre 2018, il a quitté le port d'Algésiras en direction de la Libye. Selon Sea-Eye, il s'agit du premier navire d'une organisation de secours civile battant pavillon allemand. Le dimanche 10 février 2019, le père du jeune Alan Kurdi a baptisé le navire en présence de représentants religieux et politiques, tels que l'évêque de Majorque Sebastià Taltavull i Anglada, dans le port de Palma, au nom de son fils noyé. 
Le 3 avril 2019, l'Alan Kurdi au large des côtes libyennes a emporté 64 personnes d'un dériveur après que les autorités libyennes eurent répondu à des messages radio. Le ministre italien de l'Intérieur, Matteo Salvini, a refusé de débarquer la population sous prétexte que le navire battait pavillon allemand. Les activistes ont rejeté la demande de se rendre en Allemagne. Par manque de nourriture et d'eau potable pour le voyage de trois à quatre semaines, les personnes ont été amenées à Malte après un accord conclu le 13 avril, d'où elles ont été distribuées en Allemagne, en France, au Portugal et au Luxembourg. 
Au début du mois de juillet 2019, peu de temps après le début d'un conflit entre le navire de sauvetage Sea-Watch 3 et les autorités italiennes, l'équipage a décidé de s'approcher de la zone de recherche et de sauvetage située devant les côtes libyennes, avec à son bord un journaliste de la FAZ. Le 5 juillet 2019, à bord du Alan Kurdi au large des côtes libyennes, 65 personnes ont été amenées par un canot pneumatique. Ils venaient de douze pays différents, 48 de Somalie, 6 du Soudan, les autres de Libye, du Cameroun, du Sud-Soudan, du Mali, du Nigéria, du Bénin, du Bénin, de Côte d'Ivoire et de Guinée-Bissau. Sans téléphone compatible GPS ni autre aide à la navigation,  il ne restait apparemment que dix litres d’eau potable sur le canot pneumatique, qui avait déjà 12 heures de navigation. Les tentatives de contact de l'Alan Kurdi avec les autorités libyennes ainsi qu'avec les centres de commandement de sauvetage italiens ont été infructueuses, selon Sea-Eye. Le navire s'est dirigé vers Lampedusa et est resté dans l'attente du moment dans les eaux internationales au large de la côte italienne. Après avoir reçu l'instruction du ministère italien de l'Intérieur, le navire s'était vu refuser l'entrée au port de Lampedusa. L'Alan Kurdi s'est dirigé vers Malte. L’entrée dans le port de l’île étant initialement interdite, l’équipage espérait obtenir l’autorisation d’amarrer avec les engagements de l’aide internationale. Le 7 juillet 2019, le navire a été autorisé à remettre tous les migrants à des navires maltais après que l'équipage eut signalé trois urgences médicales à bord. 
Peu de temps après que le navire a quitté les eaux au large de Malte, le 8 juillet 2019, l'équipage a récupéré 44  personnes voyageant sur un bateau en bois. Ils venaient de Libye, de Syrie, de Palestine et du Pakistan. Là encore, l’équipage dut remettre les migrants à la Garde côtière maltaise. L'équipage a alors décidé de mettre fin initialement à ses opérations en Méditerranée[réf. nécessaire]. 
Le 4 août 2019, il débarque 40 migrants à Malte.
Le 6 avril 2020, pendant la pandémie de covid-19, il sauve 150 migrants et se dirige vers les côtes italiennes pour être transférés sur un autre bateau qui sera mis en quarantaine avec l’appui de la Croix-Rouge,.